# Neki Frashëri
Neki Frashëri (Tirana, 1952. december 16. –) albán matematikus, informatikai mérnök, az Albán Tudományos Akadémia rendes tagja.

## Életútja
1971-től a Tiranai Egyetem matematikushallgatója volt, diplomáját 1976-ban szerezte meg. Ezt követően az elbasani Párt Acélja Kohászati Kombinát tervezési osztályán alkalmazták mint matematikust. 1978–1979-ben a tiranai Matematikai és Méréstudományi Központ munkatársa volt. Ezt követően a Tiranai Egyetem alkalmazott matematikai tanszékére hívták meg oktatónak, majd 1984-ben az akkor alapított informatikai tanszékre került át. Oktatói munkájával párhuzamosan 1988-tól a tiranai Informatikai és Alkalmazott Matematikai Intézet (INIMA) tudományos munkatársa, 1991-től 2007-ig tudományos főmunkatársa volt, emellett 1993-ban a szoftverosztály vezetőjeként az igazgatóhelyettesi, 1994 után pedig a kutatási igazgatói feladatokat is ellátta.
2007-ben munkahelye, az Informatikai és Alkalmazott Matematikai Intézet a Tiranai Műszaki Egyetem szervezeti egysége lett Információs Technológiai Kutatási és Fejlesztési Központ néven, amelynek igazgatójává 2008-ban Frashërit nevezték ki. 2016-ig vezette az intézetet, azóta professzorként folytatja az oktatómunkát. Ezzel párhuzamosan a Tiranai Egyetemen is tartott előadásokat az elosztott számítások alkalmazási problémáiról, a kriptográfia matematikai és mérnöki kérdéseiről, valamint a programozási nyelvek elméletéről.

## Munkássága
Pályája elején fémipari eljárások matematikai modelljeit tanulmányozta, de részt vett geofizikai folyamatok matematikai számítási módszereinek kidolgozásában is, a vertikális elektromos szondázás (VES, vertical electrical sounding) lehetőségeit kutatta tengeri környezetben. 1978–1979-ben – a Matematikai és Méréstudományi Központ alkalmazásában – a népességszám és a lakásviszonyok matematikai statisztikai modelljeivel foglalkozott. 1984-ben a francia informatikai cégcsoport, a Bull továbbképzésén ismerkedett meg a számítógép-hálózatok és operációs rendszerek sajátosságaival. Ezzel párhuzamosan, Kandidatúráját 1984–1985-ben végezte el a Tiranai egyetemen kandidatúráját, disszertációját a lemezhajtogatás végeselemes algoritmusának témájában védte meg.
Az 1990-es évektől az Ethernet-hálózatok kiépítésének problémáival, a Unix és Linux operációs rendszerek, valamint a TCP/IP internetprotokoll-struktúra fejlesztésével foglalkozott. 1999-ben Frashërit bízták meg az állami számítógép-hálózatok Y2K problémájának megoldásával és az átállás informatikai levezénylésével.
Tudományos eredményei elismeréseképpen 2008-ban az Albán Tudományos Akadémia rendes tagjává választották.

### Főbb művei
- Probleme matematike dhe algoritmime të elementëve të fundmë për përkuljen e pllakave (’A lemezhajtogatás végeselemes módszerének matematikai problémái és algoritmusa’). (albánul) Tiranë: Universiteti i Tiranës. 1984.   131 o.
- Integrimi numerik i ekuacioneve diferencialë (’A numerikus integrálás és a differenciálegyenletek’). (albánul) Tiranë: Universiteti i Tiranës „Enver Hoxha”. 1988.   106 o.
- Struktura dhe funksionimi i ordinatorëve (’A számítógépek felépítése és működése’). (albánul) Tiranë: SHBLU. 1989.   128 o.
- Frashëri në historinë e Shqipërisë (’A Frashërik Albánia történelmében’). (albánul) Tiranë: Dudaj. 2007.   188 o. (Alfred Frashërival)
- Review of the application of geophysical methods in exploration for copper and chrome ores in Albania: A monograph. (angolul) Tiranë: Akademia e Shkencave. 2008.   446 o. (Alfred Frashërival és Gudar Beqirajjal)